# Phare de Saugerties
Le phare de Saugerties (en anglais : Saugerties Light) est un phare actif situé sur le fleuve Hudson, au nord de Saugerties, dans le Comté d'Ulster (État de New York).
Il est inscrit au Registre national des lieux historiques depuis le 29 mai 1979 .

## Histoire
Lors de sa construction en 1869, il remplaça le phare de 1838. Il a été désactivé en 1954.
Remis en service depuis 1990 à titre privé, il est géré maintenant par l'organisation à but non lucratif Saugerties Lighthouse Conservancy qui a acheté le phare en 1986 et l'a restauré. Elle gère aussi le sentier de nature menant au phare, propose deux chambres d'hôtes et des visites guidées. Un petit musée expose des artefacts du phare d'origine ainsi que de l'histoire du secteur riverain de Saugerties. Le phare peut être visité les dimanches après-midi entre fin mai et début septembre.

## Description
Le phare  est une petite tour cylindrique en brique rouge avec galerie et lanterne de 14 m de haut, montée sur une maison de gardien en brique de deux étages. La tour est non peinte et la lanterne est noire.
Son feu à occultations émet, à une hauteur focale de 13 m, un éclat blanc de 3 secondes par période de 4 secondes. Sa portée est de 5 milles nautiques (environ 9 km).

## Caractéristiques dufeu maritime
Fréquence : 4 secondes (W)
- Lumière : 3 secondes
- Obscurité : 1 seconde

Identifiant : ARLHS : USA-739 ; USCG : 1-38375 - Admiralty : J1140.12 .

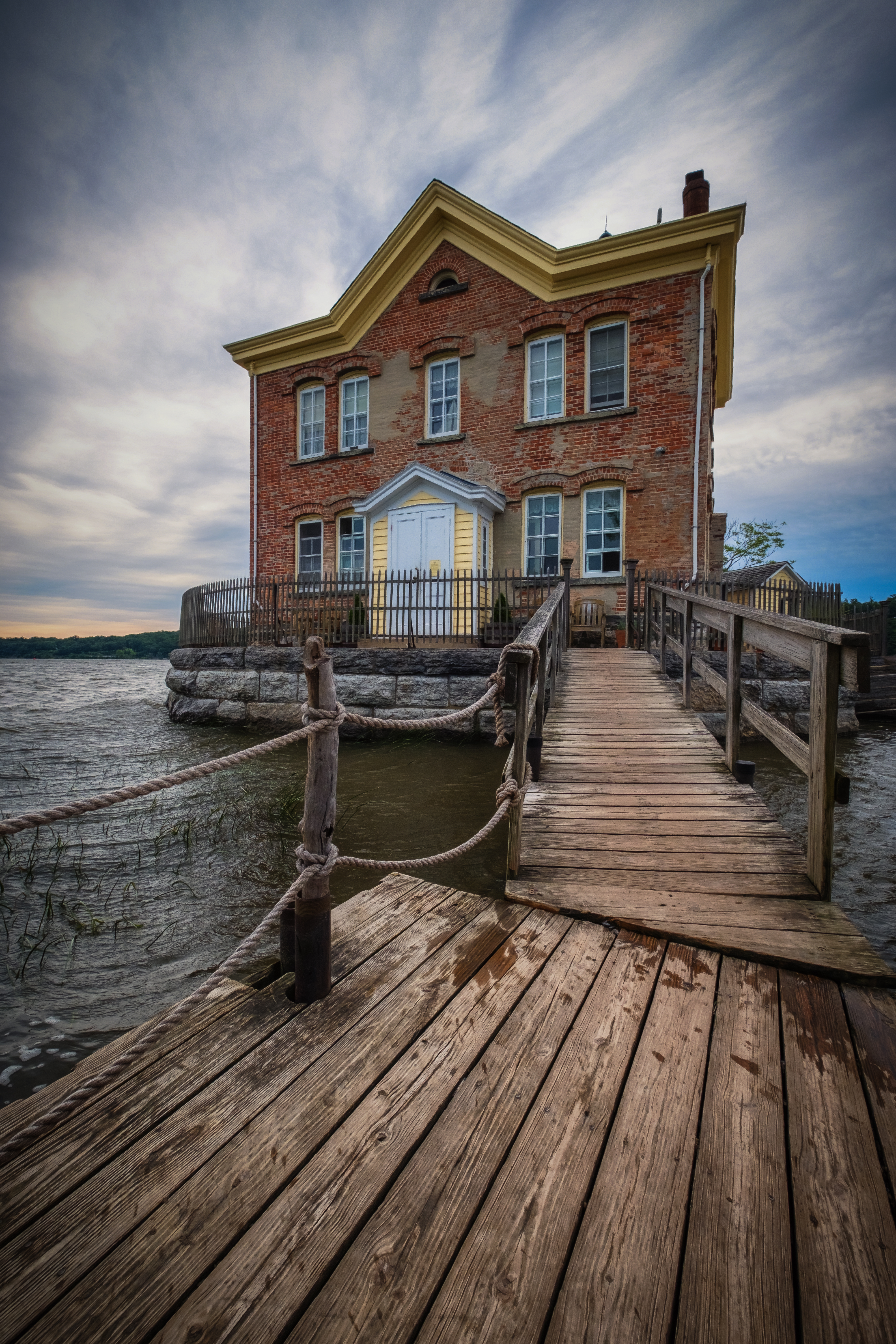
Le phare
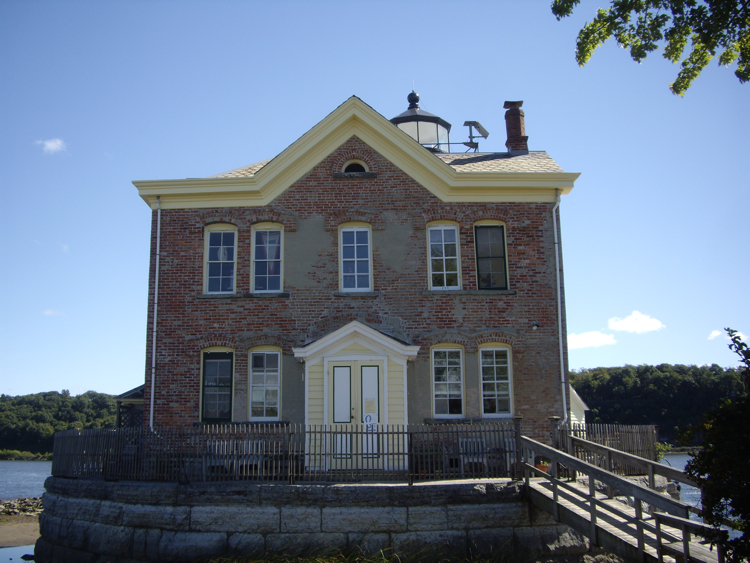
Phare (actuellement)
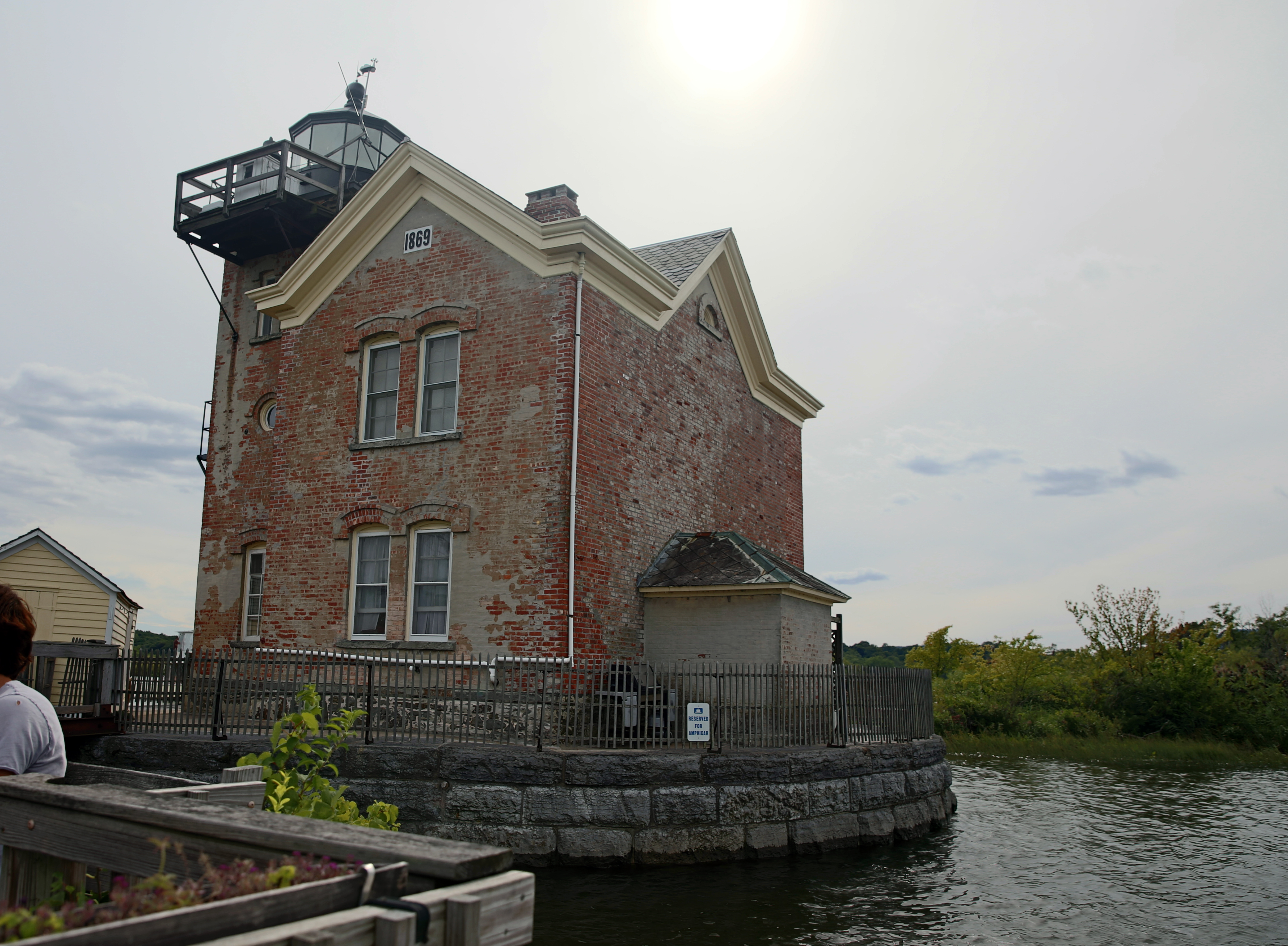
Vue de l'est

### Lien connexe
- Liste des phares de l'État de New York